# جويس كاسل
جويس كاسل (بالإنجليزية: Joyce Castle)‏ هي مغنية وموسيقية ومغنية أوبرا أمريكية، ولدت في 17 يناير 1944.

## وصلات خارجية
- جويس كاسل على موقع ميوزك برينز (الإنجليزية)
- جويس كاسل على موقع ديسكوغز (الإنجليزية)